# Protochronizm

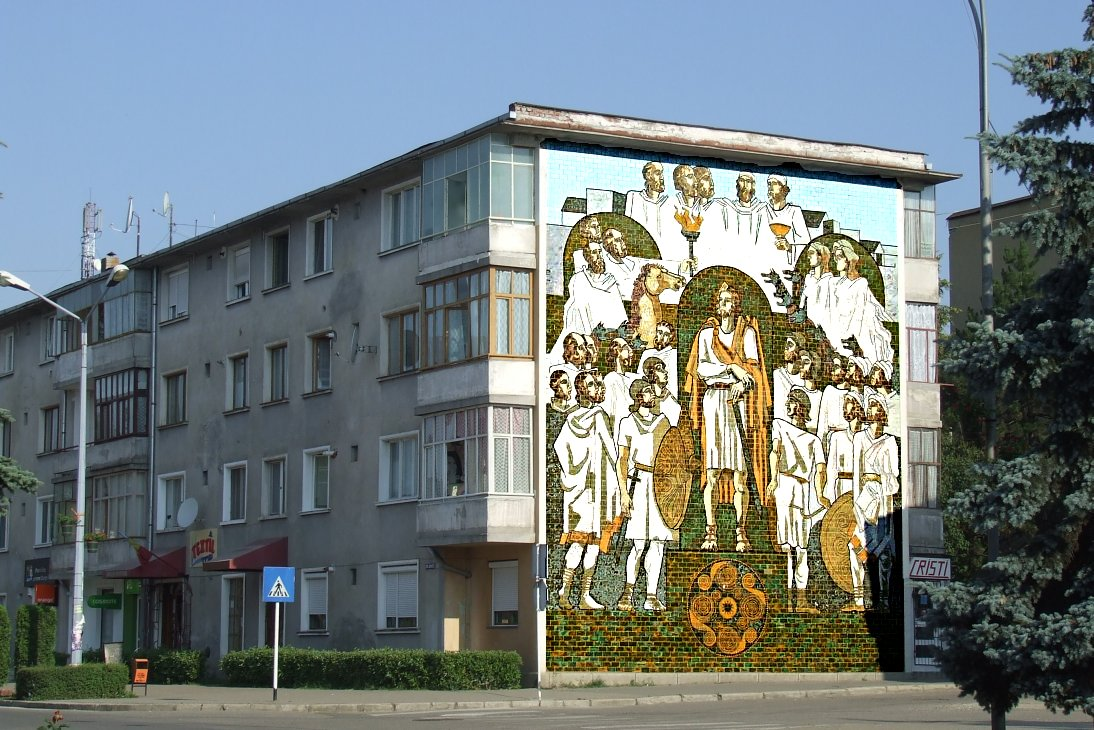
Mural przedstawiający Daków na budynku mieszkalnym w Orăștie.

Protochronizm (rum. protocronism, z gr. „przed czasem”) – termin używany do określenia tendencji w kulturowym nacjonalizmie. Termin powstał w Rumunii w celu opisania sposobu, w jaki reżim Nicolae Ceaușescu idealizował i nawiązywał do przeszłości (najczęściej bardzo odległej) narodu i państwa rumuńskiego. Powstał pejoratywny termin dacomania (czasem trakomania), nawiązujący do odwoływania się rumuńskich nacjonalistów do tradycji starożytnego plemienia Daków (lub Traków).

## Charakterystyka
Termin ten odnosi się do trendu, pojawiającego się w wielu odmianach rumuńskiego nacjonalizmu, przypisującego wyjątkową wartość cywilizacji dackiej. Nie zwracając uwagi na to, iż Dakowie nie posiadali pisma, protochroniści próbowali udowadniać, że Dakowie wywarli duży wpływ na historię antyczną, czy nawet dali początek wszystkim wielkim kulturom europejskim. Przykładowo byli zdania, że starożytny Rzym został stworzony przez dackich migrantów, co było sprzeczne ze wszelkimi badaniami archeologicznymi. Uważali również, iż odkrycie tajemniczych tabliczek z Tărtăria (według niektórych naukowców noszących znaki najstarszego pisma) świadczyło o tym, iż pismo wywodziło się z terenów predackich. Wierzyli także, że enigmatyczny język dacki przetrwał do czasów średniowiecznych. Łączyli także monoteistyczny kult Zalmoksisa (Ζάλμοξις) i chrześcijaństwo, sądząc że Dakowie łatwo przyswoili sobie, a następnie zmienili, religię przyniesioną im przez Andrzeja Apostoła.

## Historia
Powyższe idee doczekały się wyjaśnienia psychologicznego w tak zwanym kompleksie podwładnego, który przejawiał się w rumuńskim nacjonalizmie. Pojawiał się on także w dziełach niezwiązanych z protochronizmem, głównie jako reakcja na twierdzenie, że tereny cesarstwa rzymskiego były tylko koloniami dla samego Rzymu. Przejęcie łacińskiej kultury miało doprowadzić do zupełnego „zniknięcia” Daków z terenów dzisiejszej Rumunii.
Protochronizm pojawił się najprawdopodobniej po raz pierwszy w latach 70. XIX wieku w poglądach Bogdana Petriceicu Hasdeu (1838–1907), rumuńskiego pisarza i filologa. Stał się one jednym z elementów sporu pomiędzy tym autorem a konserwatywną grupą literacką Junimea. W swojej publikacji Etymologicum magnum Romaniae Hasdeu twierdził, że Dakowie nie tylko dali Rzymowi wielu cesarzy, ale również dynastie rządzące średniowieczną Wołoszczyzną i Mołdawią wywodziły się od potomków dackiego króla Burebisty.
Po I wojnie światowej i pojawieniu się idei Wielkiej Rumunii (România Mare), protochronistyczne pomysły zyskały na popularności. Wykorzystywała je, między innymi, faszystowska Żelazna Gwardia. Wiązało się to także z faktem, iż rumuńscy archeolodzy (z Vasile Pârvanem na czele) odkryli wiele przedtem nieznanych osad dackich.
Wierzenia protochornistyczne zostały ugruntowane przez etnologa Nicolae Densușianu (1846–1911), który opublikował w dziele  Dacia Preistorică („Prehistoryczna Dacja”) swoją wersję najdawniejszej historii Rumunii.
Nicolae Ceaușescu rozwinął podobną koncepcję po jedenastym zjeździe Rumuńskiej Partii Komunistycznej w 1970 roku, kiedy to połączył protochronizm z oficjalnym marksizmem, twierdząc, iż Dakowie wytworzyli stałe i „niezorganizowane państwo”. Przedstawiał ich jako walczących z imperialistycznym Rzymem. Reżim Ceaușescu rozpoczął współpracę z byłym członkiem Żelaznej Gwardii, biznesmenem, pisarzem i historykiem Iosifem Constantinem Drăganem, który wciąż propaguje idee wielkości cywilizacji dackiej.
Obecnie pomysły te zyskują na popularności. Głównym ideologiem jest nadal Drăgan, który jest wspierany przez Napoleona Săvescu, fizyka zamieszkałego w Nowym Jorku. Razem wydają magazyn Noi, Dacii („My, Dakowie”).

## Inne przykłady
- Albański dyktator komunistyczny Enver Hoxha wspierał teorie autorstwa Francuza Zacharie Mayani, mówiące iż Albańczycy i język albański jest spokrewniony ze starożytną cywilizacją Etrusków.
- Bułgarski dyktator komunistyczny Todor Żiwkow był zwolennikiem teorii, iż Bułgarzy są potomkami starożytnych Traków. Jego córka, Ljudmiła Żiwkowa, założyła nawet Instytut Trakologii, będący częścią Bułgarskiej Akademii Nauk.
- Iracki dyktator Saddam Husajn bardzo często wyrażał pogląd, że dzisiejsi Irakijczycy są spadkobiercami kultur sumeryjskiej i babilońskiej.
- Irański szach Mohammad Reza Pahlawi, chcąc stworzyć świecką tożsamość narodową, odwoływał się do tradycji Imperium Perskiego (zwłaszcza dynastii achemenidzkiej).
- Ukraińscy nacjonaliści czasami odwołują się do rzekomych związków dzisiejszej Ukrainy z sumeryjskim państwem Aratta[2]